# Blefarospasme
Blefarospasme (van het Griekse βλέφαρον, ooglid, en σπασμός, kramp) of ooglidkramp is de medische benaming voor het symptoom van het krampachtig sluiten van een of beide oogleden.
Dit sluiten van de oogleden is het gevolg van een onbedwingbare kramp van de musculus orbicularis oculi, de spier die ook in de normale situatie de oogleden kan doen sluiten.
De oorzaken hiervoor kunnen zowel intrinsiek als extrinsiek zijn. De kramp ontstaat meestal door een pijnlijke aandoening van de oogbol, zoals bij beschadiging van het hoornvlies, wanneer er een vuiltje in zit of bij ontsteking. Ook aantasting van oogzenuwen of oogspieren kan hiertoe aanleiding geven. Dit symptoom komt onder andere voor bij het syndroom van Brueghel.
Een behandelmethode is door het inspuiten van een kleine hoeveelheid botuline toxine waardoor de spieren rond het oog verlammen.